# Johannes Bessarion

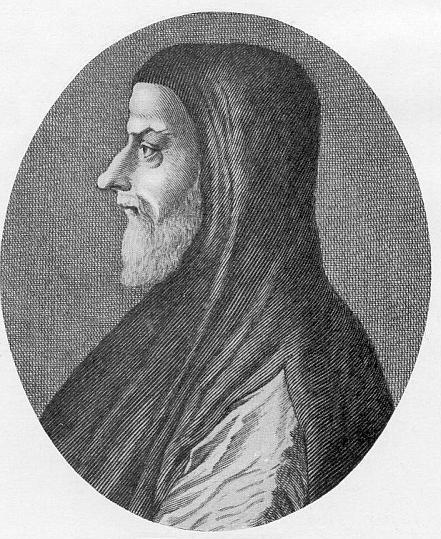
Johannes Bessarion

Johannes Bessarion, eller mer korrekt Basilius Bessarion (grekiska: Βασίλειος Βησσαρίων), född omkring 1403 i Trebizond, Kejsardömet Trabzon, död 18 november 1472 i Ravenna, Italien, var en romersk-katolsk kardinalbiskop och den latinska titulärpatriarken av Konstantinopel, samt en framstående teolog och filosof, av grekisk börd. Han var en av sin tids lärdaste män, och bidrog till det uppväckta intresset för litterära studier som kännetecknade 1400-talet. Med sina goda förbindelser i Italien, i det Östromerska riket och i den grekisk-ortodoxa kyrkan spelade han en viktig roll i ansträngningarna att samla in och kopiera manuskript av antikens grekiska författare, som hade bevarats i det bysantinska riket men var sällsynta i biblioteken i Västeuropa.

## Biografi
Johannes Bessarion hette egentligen Basilius Bessarion, och det namn han är känd under har han fått genom en felläsning av Gregorius Mamme. Han föddes i hamnstaden Trebizond vid kusten mot Svarta havet; det förekommer olika födelseår i källorna, 1389, 1395 och 1403.
Han fick sin skolgång i Konstantinopel, och begav sig 1423 till Peloponnesos för att åhöra Georgios Gemistos Plethons Platonföreläsningar. När han upptogs som munk, antog han namnet Bessarion efter en gammal egyptisk anakoret, vars levnadsöde han har återberättat. 1437 utnämndes han till metropolit av Nicaea av den bysantinske kejsaren Johannes VIII Palaiologos, som han slog följe med till Italien för att åstadkomma en återförening mellan Ortodoxa och Katolska kyrkorna, vilka hade splittrats vid den stora schismen 1054; detta tänkte de sig att uppnå genom att bistås av Västeuropa mot turkarna.
Vid återkomsten till Grekland, fick han erfara harmen över att tillhöra den minoritet som inte såg några komplikationer i att förena kyrkorna. Vid konciliet i Florens, som hölls i Ferrara och Florens, anslöt sig Bessarion till den Romerska kyrkan varigenom han fick påve Eugenius IV:s gunst, vilken installerade honom som kardinalpräst av Santi XII Apostoli vid ett konsistorium den 18 december 1439. Kardinal Bessarion har fått sitt sista vilorum i sin titelkyrka.

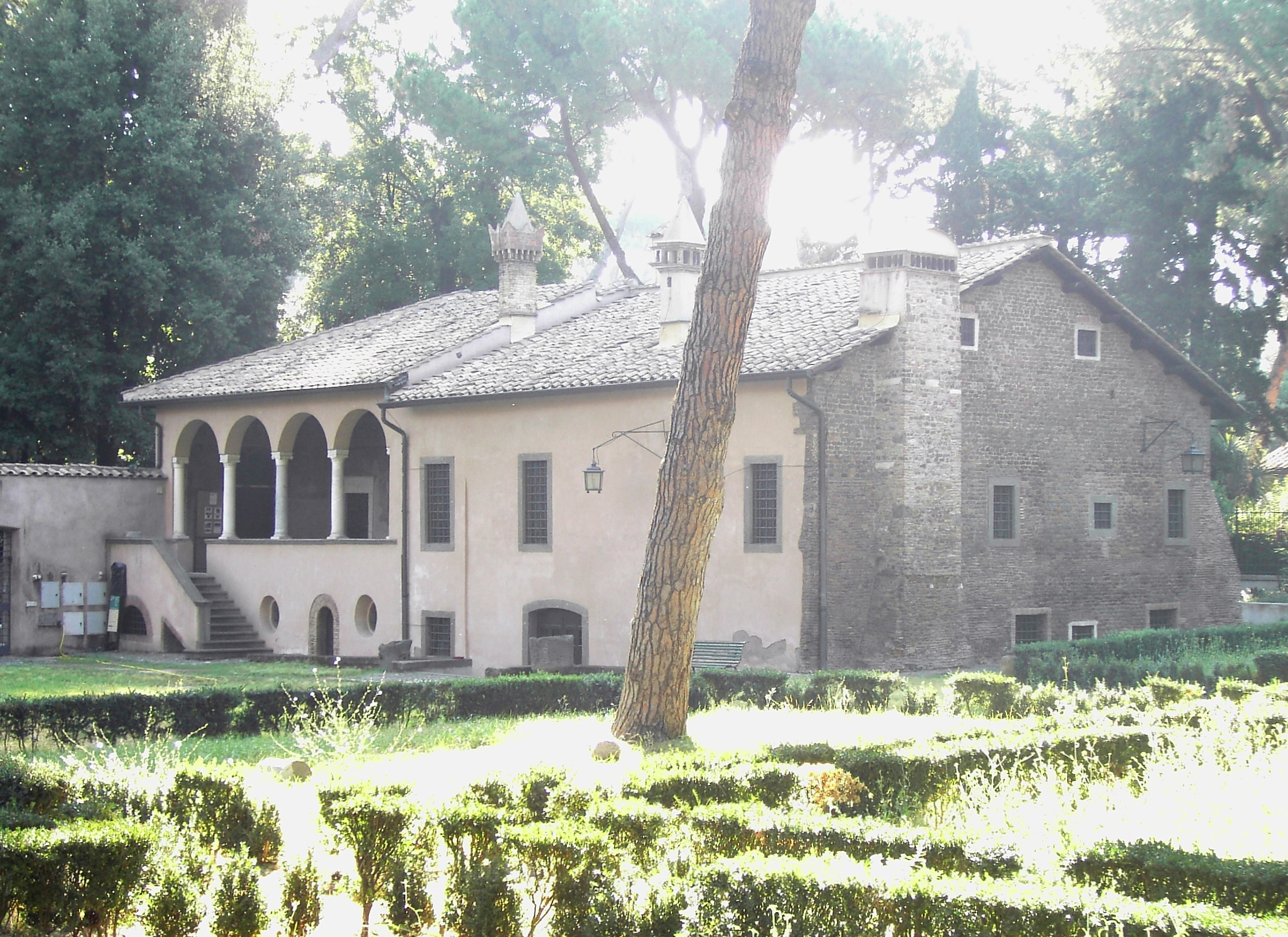
Kardinal Bessarions villa.

Från 1440 residerade han permanent i Italien, och utförde mycket, såsom beskyddare av lärda män, genom sin samling av böcker och manuskript, och genom sina egna skrifter, vilka spred den nya läran utomlands. Hans villa vid Via di Porta San Sebastiano i södra Rom var bokstavligen en akademi där humanismen lärdes ut, ett centrum för lärda greker och exilgreker, som han sörjde för med beställningar av avskrifter av grekiska manuskript och översättningar till latin med vilka den grekiska kunskapen kunde nå européerna. I denna anda stöttade han Johannes Regiomontanus och försvarade Nicolaus Cusanus. Villan uppfördes vid mitten av 1400-talet och utgör Roms tidigaste renässansvilla. Byggnaden har en öppen loggia som smyckas av fresker med landskapsmotiv. 
Han tilldelades ärkebiskopssätet av Siponto och de suburbikariska stiften Sabina och Frascati. Vid den påvliga konklaven 1455 som valde den argonesiske kandidaten Alfonso de Borja till påve, som Calixtus III, var kardinal Bassarion tidigt en kandidat, för sitt ointresse av kampen mellan de romerska lägren med deras påtryckningar för kandidater från släkterna Orsini och Colonna. Hans grekiska ursprung var skälet till oppositionen emot honom, framförd av den franske kardinalen Alain de Coëtivy, men enligt Francis A. Burkle-Young var Bessarions stränghet och reformiver möjligen mera troliga orsaker till att pontifikatet gick honom förbi.
1463 gav hans följeslagare på humanismens stigar, Aeneas Silvius Piccolomini, då påve Pius II, honom den rent ceremoniella titeln Latinsk patriark av Konstantinopel. Under fem år (1450–1455) var han legat i Bologna, och han anlitades vid flera ambassader av många utländska furstar, bland andra Ludvig XI av Frankrike 1471. Irritation över en förolämpning som Ludvig XI gav honom, sägs ha påskyndat hans död, som ägde rum 18 november 1472 i Ravenna.

## Läror

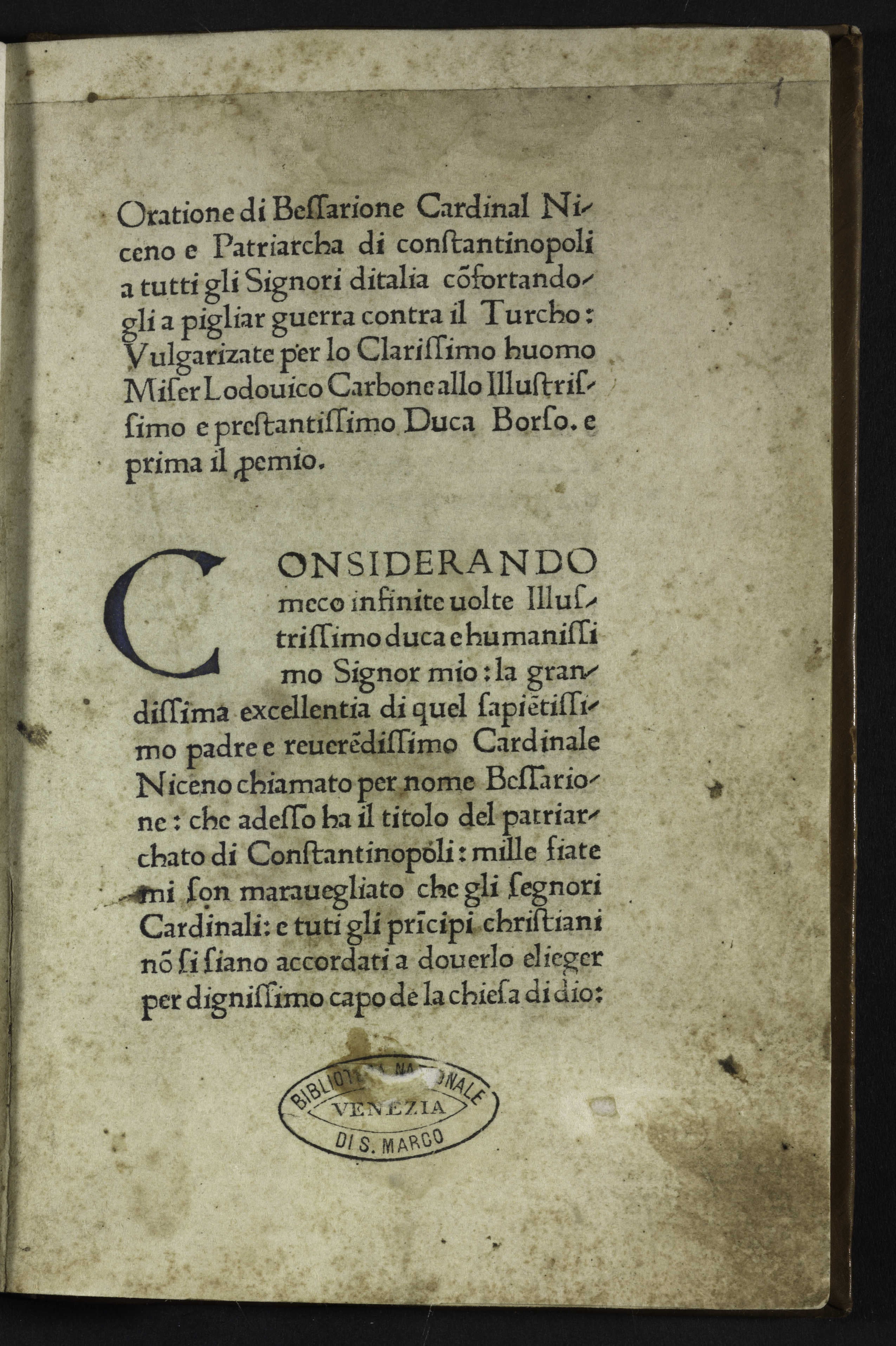
Epistolae et orationes, 1471

Bessarion var en av sin tids mest lärda män. Bortsett från hans översättningar av Aristoteles Metafysik och Xenofons Memorabilia, var hans viktigaste verk en avhandling riktad mot Georgios av Trebizond, en våldsam aristoteliker som skrivit en polemik mot Platon med titeln In Calumniatorem Platonis. Fastän Bessarion var platoniker, var han inte så långtgående i sin beundran som Gemistus Pletho, och strävar efter att förena de båda filosoferna istället. Genom att han i sitt verk försöker öppna platonismen för religionens huvudfrågor, bidrog han i hög grad till att vidga det filosofiska rummet av teologin.
Bessarions bibliotek, som utgjordes av en mycket omfattande samling grekiska manuskript, överlämnade han 1468 till Venedigs senat, och den bildar stommen i det berömda Sankt Markusbiblioteket, Biblioteca Marciana.
De flesta av hans verk finns samlade i Migne, Patrologia Graeca, vol. 161.